# 那不勒斯親王維托里奥·伊曼紐

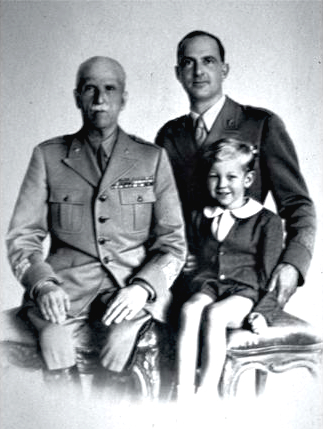
维托里奥與父親翁貝托二世、祖父维托里奥·伊曼纽尔三世

维托里奥·埃曼努埃莱·迪·萨伏依（義大利語：Vittorio Emanuele di Savoia，1937年2月12日—2024年2月3日），出生于意大利那不勒斯，為意大利末代國王翁貝托二世（King Umberto II）之子，因意大利政府過去禁止前王室男性後人入境，大部分時間居於日內瓦。2002年政府取消禁令，他得以回國。他是虔誠的天主教徒，回國後最先参加教宗若望保祿二世的私人彌撒。
意大利末代國王翁貝托二世於1946年登基，在位1個月後意大利人民便公投決定改行共和制，兩年後新憲法禁止王室成員留在國內，维托里奥王子當時只有9歲，及後维托里奥的兒子在瑞士出生及長大，一家大部分時間都住在日內瓦，翁貝托二世則於1983年逝世。